# Juicy J
Juicy J, właściwie Jordan Michael Houston (ur. 5 kwietnia 1975) – amerykański raper i współzałożyciel hip hopowej grupy Three 6 Mafia. Jest młodszym bratem Project Pata.

## Życiorys
Juicy oraz DJ Paul tworzą duet rapersko–producencki mający w swoim dorobku wiele albumów, singli i kompilacji, które osiągnęły status platynowej jak również złotej płyty. Grupa Three 6 Mafia, którą wówczas tworzyli tylko Juicy J, DJ Paul i Crunchy Black oraz gościnnie Frayser Boy, zdobyła w 2006 roku Oscara za najlepszą piosenkę do filmu Craiga Brewera Hustle & Flow.
W 2002 roku wydał solową płytę Chronicles of the Juice Man, która w grudniu 2003 roku osiągnęła status platyny.
2 czerwca 2009 roku Juicy J wydał swój drugi solowy album pt. Hustle Till I Die. Po przerwaniu działalności Three 6 Mafia, przez następne lata nagrał serię mixtap'ów współpracując m.in. z Lex Luger'em. W wywiadzie z listopada 2012 roku, ogłosił, że jego trzeci solowy album pt. Stay Trippy zostanie wydany w pierwszym kwartale 2013 roku. Pierwszym singlem zapowiadającym materiał jest remix utworu "Bandz a Make Her Dance", na którym gościnnie udzielili się Lil Wayne i 2 Chainz.

## Dyskografia

### Albumy studyjne
- Chronicles of the Juice Man (2 lipca 2002[2], Northsouth Records)
- Hustle Till I Die (2 czerwca 2009[3], Hypnotize Minds)
- Stay Trippy (2013, Sony Music)

### Mixtape’y
- 2009: Juicy J and Project Pat – Cut Throad[3]
- 2009: Juicy J and Dj Scream – Realest Nigga In The Game[3]
- 2010: Juicy J and Project Pat – Cut Throad 2[3]
- 2010: Juicy J and Lex Luger – Rubba Band Business 1[3]
- 2010: Juicy J and Project Pat & Bank Mr. 912 – Convicted Felons[2]
- 2011: Juicy J and Lex Luger – Rubba Band Business 2[3]
- 2011: Juicy J and Project Pat & French Montana – Cocaine Mafia[2]
- 2011: Juicy J and Dj Scream – Blue Dream and Lean[2]
- 2012: Juicy J and Dj Scream – Blue Dream and Lean – Bonus Tracks[2]
- 2015: Juicy J – Blue Dream and Lean 2
- 2015: Juicy J - 100% Juice
- 2015: Juicy J - O's To Oscars
- 2016: Juicy J - Road to Sri Lanka
- 2016: Juicy J- #MUSTBENICE
- 2017: Juicy J - Highly Intoxicated
- 2017: Juicy J - SHUTDAFUKUP